# Дайер, Уэйн
Уэйн Уолтер Дайер (1940—2015) — американский писатель, лектор и преподаватель, пропагандист саморазвития. Он написал множество бестселлеров, а также выпустил целый ряд аудио- и видео-дисков. Уэйн Дайер родился 10 мая 1940 года в Детройте, штат Мичиган (Detroit, Michigan), и провел большую часть своих подростковых лет в детском доме в восточной части Детройта.
В 1958 году Уэйн Дайер окончил школу Денби. Детство его было очень трудное, воспитывался в детских домах, где ему приходилось самоутверждаться.
С 1958 по 1962 год он служил в Военно-морских силах США . После окончания службы поступил в государственный университет Уэйна, Детройт. Свою карьеру начал в качестве педагога, преподавал студентам медикам. Свою докторскую степень в области образования Дайер получил в Университете Уэйна, затем работал школьным советником в старших классах школы в Детройте и в нью-йоркском частном католическом университете Сент-Джонс .
Литературный агент убедил Дайера собрать свои идеи и превратить их в книгу, в результате чего 1 августа 1976 года вышла книга 'Your Erroneous Zones' (“Ваши ошибочные зоны»). И хотя первые продажи были невысокими, Дайер оставил преподавание и отправился по Соединённым Штатам в рекламный тур в поддержку книги.'Your Erroneous Zones' попала в список бестселлеров 'New York Times' и продержалась там 64 недели, с момента выхода было продано более 35 миллионов экземпляров книги. Дайер продолжал развивать свой успех, читая лекции по всей стране, выпуская серии аудиозаписей с лекциями и регулярно публикуя новые книги.
Дайер был женат три раза, и матерью семи из восьми детей стала его третья жена Марселин . Кроме того, у него есть старшая дочь Трейси от первого брака. Все его дети от брака с Марселин живут во Флориде .В 2009 году Дайер объявил, что у него диагностировали хронический лимфолейкоз. Уэйн Дайер являлся отцом восьми детей.
Умер 29 августа 2015 года.